# جمال موراي
جمال موراي (بالإنجليزية: Jamal Murray)‏ مواليد 23 فبراير 1997 في كيتشنر، هو لاعب كرة سلة كندي. بدأ مسيرته الاحترافية في سنة 2016. تم اختياره من قبل فريق دنفر ناغتس خلال الدرافت. يلعب مع دنفر ناغتس في الرابطة الوطنية لكرة السلة كلاعب هجوم خلفي. يحمل الرقم 27. يبلغ طوله 6 قدم 4 بوصة (1.9 م). حقق المركز الثاني في دورة الألعاب الأمريكية 2015.

## الميداليات
| الميدالية | المسابقة                    |
| --------- | --------------------------- |
| فضية      | دورة الألعاب الأمريكية 2015 |

## إحصائيات المسيرة

### الموسم الاعتيادي
| السنة   | الفريق     | لعب | بدأ | دقيقة | ميداني% | ثلاثية | حرة  | ارتداد | صنع | استلاب | تصدي | نقطة |
| ------- | ---------- | --- | --- | ----- | ------- | ------ | ---- | ------ | --- | ------ | ---- | ---- |
| 2016–17 | دنفر ناغتس | 82  | 10  | 21.5  | .405    | .334   | .883 | 2.6    | 2.1 | .7     | .3   | 9.9  |
| المسيرة |            | 82  | 10  | 21.5  | .405    | .334   | .883 | 2.6    | 2.1 | .7     | .3   | 9.9  |

## روابط خارجية
- جمال موراي على موقع الاتحاد الدولي لكرة السلة (الإنجليزية)
- جمال موراي على موقع إن بي أي (الإنجليزية)
- جمال موراي على موقع سبورتس رفرنس (الإنجليزية)
- جمال موراي على موقع كرة السلة الأوروبية.كوم (الإنجليزية)
- جمال موراي على موقع DraftExpress.com (الإنجليزية)
- جمال موراي على موقع إي إس بي إن.كوم (الإنجليزية)
- جمال موراي على موقع كلية كرة السلة في سبورتس رفرنس.كوم (الإنجليزية)
- جمال موراي على موقع ريلجم (الإنجليزية)
- جمال موراي على موقع بروبوليرز (الإنجليزية)